# Christian Abbiati
Christian Abbiati (Abbiategrasso, 8 juli 1977) is een voormalig Italiaanse keeper in het betaald voetbal. Hij verruilde in 1998 AC Monza Brianza 1912 voor AC Milan, waar hij in juli 2015 zijn contract verlengde tot medio 2016.

## Spelerscarrière
Hij staat onder contract bij AC Milan, waar hij na enkele jaren eerste keus te zijn geweest, drie seizoenen reservekeeper was achter Dida. Doordat hij nog maar weinig aan de bak kwam bij AC Milan, werd hij verhuurd aan Juventus in het seizoen 2005/2006, aan Torino FC in het seizoen 2006/2007 en aan Atlético Madrid in 2007/2008. In de transferperiode van 2008 werd Abbiati teruggehaald door Milan en verwees hij Kalac en Dida naar de bank/tribune. Eerder keepte hij bij AC Monza en Borgosesia.
Op 30 april 2003 speelde hij zijn eerste interland tegen Zwitserland. Tussen 1998 en 2000 speelde hij zestien wedstrijden in de U-21 van Italië.

## Clubstatistieken
| Seizoen | Club                  | Land   | Competitie       | Duels | Goals |
| ------- | --------------------- | ------ | ---------------- | ----- | ----- |
| 1994/95 | AC Monza Brianza 1912 | Italië | Serie C          | 1     | 0     |
| 1995/96 | → Borgosesia Calcio   | Italië | Serie D          | 29    | 0     |
| 1996/97 | AC Monza Brianza 1912 | Italië | Serie C          | 25    | 0     |
| 1997/98 | AC Monza Brianza 1912 | Italië | Serie B          | 26    | 0     |
| 1998/99 | AC Milan              | Italië | Serie A          | 18    | 0     |
| 1999/00 | AC Milan              | Italië | Serie A          | 29    | 0     |
| 2000/01 | AC Milan              | Italië | Serie A          | 21    | 0     |
| 2001/02 | AC Milan              | Italië | Serie A          | 34    | 0     |
| 2002/03 | AC Milan              | Italië | Serie A          | 3     | 0     |
| 2003/04 | AC Milan              | Italië | Serie A          | 2     | 0     |
| 2004/05 | AC Milan              | Italië | Serie A          | 3     | 0     |
| 2005/06 | → Juventus FC         | Italië | Serie A          | 19    | 0     |
| 2006/07 | → Torino FC           | Italië | Serie A          | 36    | 0     |
| 2007/08 | → Atlético Madrid     | Spanje | Primera División | 21    | 0     |
| 2008/09 | AC Milan              | Italië | Serie A          | 28    | 0     |
| 2009/10 | AC Milan              | Italië | Serie A          | 9     | 0     |
| 2010/11 | AC Milan              | Italië | Serie A          | 35    | 0     |
| 2011/12 | AC Milan              | Italië | Serie A          | 31    | 0     |
| 2012/13 | AC Milan              | Italië | Serie A          | 28    | 0     |
| 2013/14 | AC Milan              | Italië | Serie A          | 28    | 0     |
| 2014/15 | AC Milan              | Italië | Serie A          | 11    | 0     |
| 2015/16 | AC Milan              | Italië | Serie A          | 1     | 0     |
| Totaal  | Totaal                | Totaal | Totaal           | 438   | 0     |

## Interlandcarrière
Abbiati maakte zijn debuut voor de Italiaanse nationale ploeg op 30 november 2003 tijdens een vriendschappelijke interland tegen Zwitserland. Hij speelde in zijn loopbaan vier keer voor La Squadra Azzurra.
| Interlands van Christian Abbiati voor Italië | Interlands van Christian Abbiati voor Italië | Interlands van Christian Abbiati voor Italië | Interlands van Christian Abbiati voor Italië | Interlands van Christian Abbiati voor Italië | Interlands van Christian Abbiati voor Italië | Interlands van Christian Abbiati voor Italië |
| №                                            | Datum                                        | Wedstrijd                                    | Uitslag                                      | Competitie                                   | Doelpunten                                   |                                              |
| Als speler van AC Milan                      | Als speler van AC Milan                      | Als speler van AC Milan                      | Als speler van AC Milan                      | Als speler van AC Milan                      | Als speler van AC Milan                      | Als speler van AC Milan                      |
| -------------------------------------------- | -------------------------------------------- | -------------------------------------------- | -------------------------------------------- | -------------------------------------------- | -------------------------------------------- | -------------------------------------------- |
| 1.                                           | 30 april 2003                                | Zwitserland – Italië                         | 1 – 2                                        | Vriendschappelijk                            | 0                                            |                                              |
| 2.                                           | 16 november 2003                             | Italië – Roemenië                            | 1 – 0                                        | Vriendschappelijk                            | 0                                            |                                              |
| Als speler van Torino FC                     |                                              |                                              |                                              |                                              |                                              |                                              |
| 3.                                           | 12 november 2005                             | Nederland – Italië                           | 1 - 3                                        | Vriendschappelijk                            | 0                                            |                                              |
| 4.                                           | 16 november 2005                             | Ivoorkust – Italië                           | 1 – 1                                        | Vriendschappelijk                            | 0                                            |                                              |

Bijgewerkt t/m 6 maart 2015

## Erelijst
| UEFA Champions League | 1x | 2002/03                   |
| UEFA Super Cup        | 1x | 2003                      |
| Kampioen Serie A      | 3x | 1998/99, 2003/04, 2010/11 |
| Coppa Italia          | 1x | 2002/03                   |
| Supercoppa Italiana   | 2x | 2004, 2011                |